# ビッブ郡 (ジョージア州)
ビッブ郡（英: Bibb County）は、アメリカ合衆国ジョージア州の中央部に位置する郡である。人口は15万7346人（2020年）。2012年7月31日の郡民投票の結果、賛成57%反対43%となり、ビッブ郡と郡庁所在地メイコン市の統合が承認された。他には1つしかなかった自治体のペイン市政府は解体された。
ビッブ郡はメイコン都市圏に属している。

## 歴史
ビッブ郡は1822年12月9日にジョージア州議会の法により設立され、1823年12月にメイコンが法人化され、郡庁所在地に指定された。郡域はジョーンズ郡、モンロー郡、ハウストン郡、トゥイッグス郡のそれぞれ一部が合された。郡庁所在地が変更することは無く、また郡域から他の郡が創設されることも無かった。
郡名はエルバート郡の医師ウィリアム・ワイアット・ビッブに因んで名付けられた。ビッブはアメリカ合衆国上院議員と同下院議員を務めた後に初代アラバマ州知事に選出された。
南北戦争のとき、郡内の白人男性の10%が従軍して死んだ。
2006年、メイコン市では初めての外国領事館が設立された。デンマーク王国のデンマーク王室領事館である。2007年にはリヒテンシュタイン公国の名誉領事館が初めて設立された。

## 郡政府
ビッブ郡政府は5人の委員による郡政委員会によって統治されており、委員のうち4人は郡内の小選挙区から各1人が選出され、議長が郡全体を選挙区として選ばれている。議長が郡の主席行政官であるが、2005年からは常勤から非常勤となり、郡政委員会の指名する主席管理官が政府の日々の行政を執行している。
州内の他郡と同様に、郡監獄を維持する保安官を選出している。ビッブ郡の保安官は郡の警察任務も担当し、その副官が郡内未編入領域の警官を務めている。メイコン市にも警察署がある。2012年7月31日の郡民投票で、メイコン市（賛成57.8%）とビッブ郡（賛成56.7%）は、メイコン市とビッブ郡の未編入領域の大部分を統合する案を可決した。これはその年早くにジョージア州議会で可決した下院法第1171の認可に基づいていた。この時に先立って、1933年、1960年、1972年、1976年の4回統合案が否決されてきていた。
この統合が計画される段階で、メイコン市政府とペイン市政府（郡内で唯一の法人化自治体）は、一人の市長と郡全体から選ばれる9人の委員による委員会に置き換えられることになっている。隣のジョーンズ郡に入っていたメイコン市の一部はメイコン市から外された。

## 地理
アメリカ合衆国国勢調査局に拠れば、郡域全面積は255.13平方マイル (660.8 km2)であり、このうち陸地249.96平方マイル (647.4 km2)、水域は5.17平方マイル (13.4 km2)で水域率は2.03%である。

### 主要高規格道路

#### 州間高速道路
- 州間高速道路16号線
- 州間高速道路75号線
- 州間高速道路475号線

#### アメリカ国道
- アメリカ国道23号線
- アメリカ国道41号線
- アメリカ国道41号線産業道路（メイコン）
- アメリカ国道80号線
- アメリカ国道129号線
- アメリカ国道129号線代替路（メイコン）

#### ジョージア州道
- ジョージア州道11号線
- ジョージア州道19号線
- ジョージア州道22号線
- ジョージア州道49号線
- ジョージア州道74号線
- ジョージア州道87号線
- ジョージア州道87号線接続路
- ジョージア州道247号線
- ジョージア州道401号線
- ジョージア州道404号線
- ジョージア州道408号線
- ジョージア州道540号線、滝線フリーウェイ、工事中
- ジョージア州道85号線
- ジョージア州道35号線
- ジョージア州道266号線

### 隣接する郡
- ジョーンズ郡 - 北東
- トゥイッグス郡 - 東
- ハウストン郡 - 南
- ピーチ郡 - 南南西
- クロウフォード郡 - 南西
- モンロー郡 - 北西

### 国立保護地域
- ボンド湿地国立野生生物保護区（部分）
- オクマルギー国立保護区

## 人口動態
以下は2000年国勢調査による人口統計データである。
| 基礎データ - 人口: 153,887人 - 世帯数: 59,667 世帯 - 家族数: 39,797 家族 - 人口密度: 238人/km2（616人/mi2） - 住居数: 67,194軒 - 住居密度: 104軒/km2（269軒/mi2） 人種別人口構成 - 白人: 50.13% - アフリカン・アメリカン: 47.32% - ネイティブ・アメリカン: 0.18% - アジア人: 1.08% - 太平洋諸島系: 0.02% - その他の人種: 0.46% - 混血: 0.81% - ヒスパニック・ラテン系: 1.31% | 年齢別人口構成 - 18歳未満: 26.6% - 18-24歳: 10.1% - 25-44歳: 29.0% - 45-64歳: 21.7% - 65歳以上: 12.7% - 年齢の中央値: 35歳 - 性比（女性100人あたり男性の人口） - 総人口: 85.2 - 18歳以上: 80.2 世帯と家族（対世帯数） - 18歳未満の子供がいる: 31.9% - 結婚・同居している夫婦: 42.3% - 未婚・離婚・死別女性が世帯主: 20.6% - 非家族世帯: 33.3% - 単身世帯: 28.2% - 65歳以上の老人1人暮らし: 9.8% - 平均構成人数 - 世帯: 2.49人 - 家族: 3.06人 |

## 経済

### 収入
収入と家計
- 収入の中央値
  - 世帯: 34,532米ドル
  - 家族: 43,479米ドル
  - 性別
    - 男性: 34,263米ドル
    - 女性: 25,540米ドル
- 人口1人あたり収入: 19,058米ドル
- 貧困線以下
  - 対人口: 19.1%
  - 対家族数: 15.5%
  - 18歳未満: 28.2%
  - 65歳以上: 13.1%

### 観光業

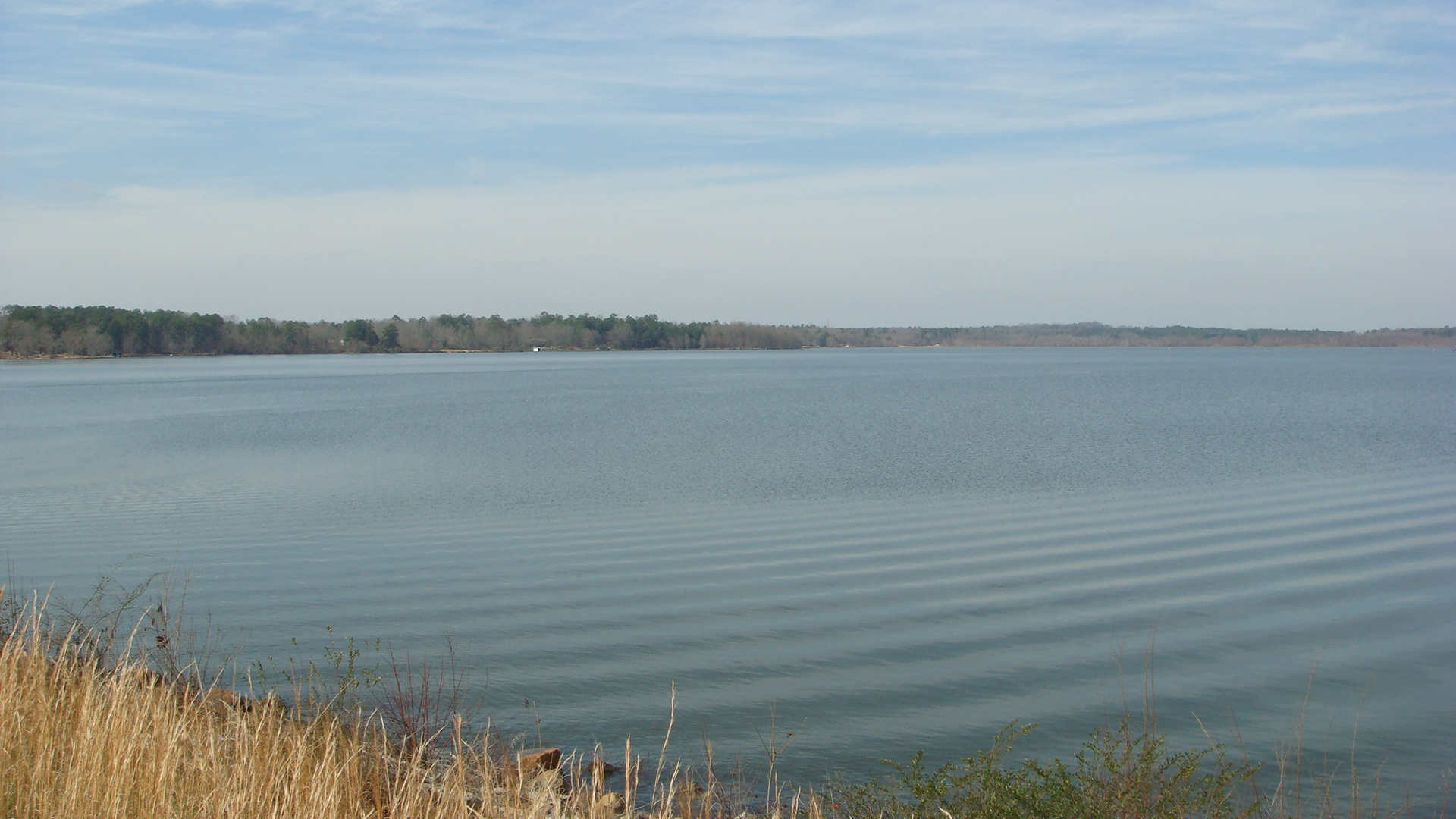
冬季のトビソフキー湖

メイコン市の約16 km西にあるトビソフキー湖には3つの公園がある。クレイストン、サンディビーチ、アロウヘッドの各公園であり、それぞれに湖浜があり、児童遊技場がある。サンディビーチ公園には照明付テニスコートとソフトボール場がある。

## 都市と町
- メイコン - 郡庁所在地
- リゼラ
- ペイン
- ウォルデン
- ソフキー
- フランクリントン
- エイボンデール